# Кастазенья
Кастазенья (итал. Castasegna) — деревня и бывшая коммуна в Швейцарии, в кантоне Граубюнден. Входит в состав коммуны Брегалья округа Малоя. 
Население составляло 191 человек (на 31 декабря 2008 года). 1 января 2010 года вместе с коммунами Викосопрано, Бондо, Стампа и Сольо вошла в состав новой коммуны Брегалья.
Входит в состав региона Малоя (до 2015 года входила в округ Малоя).
Деревня Кастазенья расположена горном ущелье у швейцарско-итальянской границы. Для большинства жителей родным является итальянский язык.

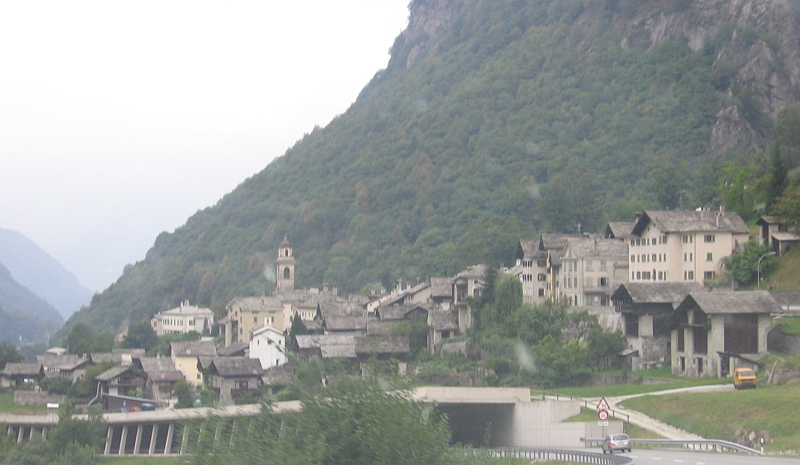
Кастазенья